# Martha Roby
Martha Dubina Roby (Montgomery (Alabama), 26 juli 1976 is een Amerikaans politica voor de Republikeinse partij. Roby is momenteel de afgevaardigde voor het 2e congresdistrict van Alabama. Ze versloeg de toenmalig zittende afgevaardigde Bobby Bright tijdens de verkiezingen voor het Huis van Afgevaardigden voor Alabama in november 2010. Ze trad aan in januari 2011. Roby en Terri Swell zijn samen de eerste vrouwelijke afgevaardigden verkozen voor het congres in Alabama.